# Madden Football 64
Madden Football 64 est un jeu vidéo de football américain sorti en 1997 sur Nintendo 64. Le jeu a été développé et édité par Electronic Arts.
Le jeu intègre des commentaires de Pat Summerall et John Madden.

## Accueil
- IGN : 7,8/10[1]